# Markdown
Markdown ist eine vereinfachte Auszeichnungssprache, die von John Gruber entworfen und im Dezember 2004 mit Version 1.0.1 spezifiziert wurde. Aaron Swartz war einziger Beta-Tester und half maßgeblich bei der Entwicklung der Syntax. Ein Ziel von Markdown ist eine leicht lesbare Ausgangsform bereits vor der Konvertierung. Als Auszeichnungselemente wurden daher vor allem Auszeichnungsarten verwendet, die in Plain text und E-Mails üblich sind. Auch andere Auszeichnungssprachen mit ähnlichen Zielen zur Lesbarkeit – wie reStructuredText oder Textile – hatten Einfluss auf die Syntax. Der MIME-Type lautet text/markdown.
Eine Markdown-Konvertierungssoftware wandelt Text in gültiges und W3C-konformes HTML um. Die Referenzimplementierung in Perl steht unter einer BSD-artigen Lizenz.
Inzwischen sind Implementierungen in den gängigsten Programmiersprachen wie PHP, Python oder JavaScript sowie R verfügbar.
Daneben gibt es auch Markdown-Editoren, die sich an Nutzer klassischer Textverarbeitungen wenden und für das Schreiben von Textdokumenten genutzt werden, sowie Notizprogramme, die Markdown nutzen. Insbesondere im Bereich des ablenkungsfreien Schreibens ist Markdown sehr verbreitet, findet jedoch auch in anderen Bereichen immer mehr Anwendung.

## Verbreitung
Markdown oder eine Markdown-ähnliche Syntax wird auf Entwicklerplattformen wie GitHub, GitLab oder Forgejo, aber auch auf technischen Foren wie Stack Overflow genutzt. Markdown wird sehr häufig bei Readme-Dateien verwendet. Das Textverarbeitungsprogramm Google Docs, als auch die Projektmanagement-Software Trello nutzt Markdown.
Die meisten größeren Content-Management-Systeme, Wikis und Foren lassen sich durch Plug-ins um Markdown-Unterstützung erweitern oder unterstützen Markdown nativ, wie die Blogging-Plattform Ghost. Es gibt Plugins für WordPress, Joomla oder MediaWiki. Auch Flat-File-Content-Management-Systeme wie Kirby setzen fast durchweg auf Markdown als Auszeichnungssprache. Viele statische Webseiten-Generatoren (static site generators, wie Jekyll, Hugo oder Hexo) nutzen Markdown als Auszeichnungssprache für den Inhalt.
Markdown wird auch in anderer Software genutzt, z. B. im Software-Dokumentationswerkzeug Doxygen.
Zahlreiche Instant Messaging Systeme wie Matrix und Webex unterstützen Markdown vollumfänglich, andere wie WhatsApp oder Slack jedoch nur teilweise.
Es gibt viele Editoren für Markdown, die meist auch sofort ein HTML-Preview erzeugen – in einem zweiten Screen oder gleich im gerade editierten Text.
Neben der Nutzung zur einfachen Erzeugung von HTML gibt es auch Markdown-Editoren, die sich an Nutzer klassischer Textverarbeitungen oder von Satzsystemen wie LaTeX wenden. Diese Programme können die erstellten Dokumente in gängigen Textverarbeitungsformaten, als PDF und teilweise auch im LaTeX-Format speichern. Einige dieser Programme setzen die Formatierungen direkt während des Schreibens im Dokument um, andere nutzen dazu einen Preview-Bereich neben dem Editierbereich, der das fertige Layout anzeigt. Beispiele für kommerzielle Software, die ausschließlich auf Markdown setzen oder dieses zusätzlich anbieten, sind iA Writer, Scrivener, Ulysses, LightPaper und Typora. Beispiele für Open-Source-Software sind Apostrophe, novelWriter, Zettlr und Ghostwriter. Mit iA Presenter gibt es auch eine Präsentationssoftware, die Markdown nutzt.

## Auszeichnungsbeispiele
Für die Auszeichnung von Text verwendet Markdown vor allem Satzzeichen und gestattet in einigen Fällen mehrere gleichwertige Methoden. Zeichen, die für gewöhnlich als Formatbefehle verstanden werden, können mit einem umgekehrten Schrägstrich (Backslash \) maskiert werden.
Autoren können bei Bedarf für komplexere Auszeichnungen XHTML-Blockelemente verwenden. Diese Elemente werden von der Konvertierungssoftware ohne Änderung in das Zieldokument übernommen. Dadurch ist es möglich, Bereiche des Dokuments in gewöhnlichem XHTML zu formatieren.
| Ausgangsform | Zielform |
| --- | --- |
| Normaler Text wird so dargestellt wie eingegeben. Eine Leerzeile erzeugt einen Absatz. | Normaler Text wird so dargestellt wie eingegeben. Eine Leerzeile erzeugt einen Absatz. |
| Für alle Zeichen, die eine Formatierung bewirken, kann die Wirkung durch einen Backslash aufgehoben werden: \* \' \_ 2\. – Der Backslash selbst wird durch \\\\ eingefügt. | Für alle Zeichen, die eine Formatierung bewirken, kann die Wirkung durch einen Backslash aufgehoben werden: * ' _ 2. – Der Backslash selbst wird durch \\ eingefügt. |
| Zwei oder mehr Leerzeichen am Ende der Zeile erzeugen einen Zeilenumbruch. | Zwei oder mehr Leerzeichen am Ende der Zeile erzeugen einen Zeilenumbruch. |
| *Kursiv*, **Fett** und ***Fett kursiv*** bzw. _Kursiv_, __Fett__ und ___Fett kursiv___ | Kursiv, Fett und Fett kursiv bzw. Kursiv, Fett und Fett kursiv |
| Markiert Text als `Inline-Quelltext` | Markiert Text als Inline-Quelltext |
| Ein normaler Absatz Ein Code-Block durch Einrückung mit vier Leerzeichen | Ein normaler Absatz Ein Code-Block durch Einrückung mit vier Leerzeichen |
| * Ein Punkt in einer ungeordneten Liste * Ein weiterer Punkt in einer ungeordneten Liste * Ein Unterpunkt, um vier Leerzeichen eingerückt * Statt * funktionieren auch + oder -                                                                                                   | - Ein Punkt in einer ungeordneten Liste - Ein weiterer Punkt in einer ungeordneten Liste - Ein Unterpunkt, um vier Leerzeichen eingerückt - Statt * funktionieren auch + oder -                                                                                                   |
| 1. Ein Punkt in einer geordneten Liste 2. Ein weiterer Punkt; bei der Eingabe muss nicht auf irgendeine Reihenfolge geachtet werden, sondern nur darauf, dass es beliebige Ziffern sind 1. Noch ein Punkt, der zeigt, dass auch die mehrfache Angabe derselben Ziffer möglich ist | 1. Ein Punkt in einer geordneten Liste 2. Ein weiterer Punkt; bei der Eingabe muss nicht auf irgendeine Reihenfolge geachtet werden, sondern nur darauf, dass es beliebige Ziffern sind 3. Noch ein Punkt, der zeigt, dass auch die mehrfache Angabe derselben Ziffer möglich ist |
| HTML-Überschriften werden erzeugt, indem man die Zeile mit Doppelkreuzen beginnt – ihre Anzahl gibt die Ebene der gewünschten Überschrift an. | |
| # Überschrift in Ebene 1 #### Überschrift in Ebene 4 | Überschrift in Ebene 1 Überschrift in Ebene 4 |
| Für die ersten zwei Ebenen ist auch eine alternative Schreibweise möglich: | |
| Überschrift in Ebene 1 ====================== Überschrift in Ebene 2 ---------------------- | Überschrift in Ebene 1 Überschrift in Ebene 2 |
| > Dieses Zitat wird in ein HTML-Blockquote-Element gepackt. | Dieses Zitat wird in ein HTML-Blockquote-Element gepackt. |
| Horizontale Linien werden durch drei oder mehr Bindestriche, Unterstriche oder Sternchen in einer Zeile erzeugt. | |
| Horizontale Linie --- | |
| [Beschriftung des Hyperlinks](https://de.wikipedia.org/ "Titel, der beim Überfahren mit der Maus angezeigt wird") | Beschriftung des Hyperlinks |
| allgemeine Syntax: ![Alternativtext](Bild-URL "Bildtitel hier") konkretes Beispiel: ![nur ein Beispiel](https://commons.wikimedia.org/wiki/File:Example_de.jpg "Beispielbild") | Bindet ein Bild von der Quelle Bild-URL ein. |

## Weiterentwicklungen, Variationen und Ergänzungen
In der ursprünglichen Markdown-Definition fehlen diverse gebräuchliche Elemente wie etwa Tabellen, weshalb die Verwendung von HTML in Markdown-Dokumenten erlaubt ist. Diese Lücken werden durch mehrere Erweiterungen und Weiterentwicklungen von Markdown geschlossen.
Markdown Extra
bietet vor allem Inline-HTML und erweitert die Markdown-Syntax innerhalb von HTML-Blöcken um Tabellen, Definitionslisten, Abkürzungen, Fußnoten, Sprungmarken für Überschriften und Attribute wie Klassen und IDs.
CommonMark
Im Oktober 2012 wurde eine Standardisierung von Markdown angeregt, die seit dem 5. September 2014 als eigene Definition unter dem Namen CommonMark (ursprünglich: Standard Markdown und Common Markdown) veröffentlicht wurde.
GitHub Flavored Markdown
ist eine auf CommonMark aufbauende Erweiterung, die das Rendern zu HTML direkt auf dem Webdienst GitHub ermöglicht. Viele der Modifikationen wurden mittlerweile in anderen Projekten übernommen. Es erweitert die Syntax um Code-Blöcke, Tabellen, Checklisten, durchgestrichenen Text, erweiterte Autolink-Erkennung und Referenzen auf Benutzerprofile, Changesets und Tickets.
Markdown-Tag
Unterstützt unter anderem CommonMark und GitHub Flavored Markdown und erlaubt das Rendern zu HTML mittels JavaScript auf Client-Seite direkt im Web-Browser. Damit ist auf Serverseite kein Übersetzen von MD-Dateien nach HTML nötig.
MultiMarkdown (MMD)
ermöglicht zusätzlich den Export nach LaTeX, PDF und erweitert die Syntax um Fußnoten, Tabellen, Glossare, Zitate, Metadaten (wie Titel, Autor, Datum) und Inline-HTML.
Pandoc Markdown
ermöglicht das Transformieren von Markdown-Dokumenten in einige andere Formate, inklusive LaTeX, XML, ePUB und PDF wie auch MediaWiki (das Wikipedia-CMS) oder DokuWiki. Außerdem erweitert es Markdown um Syntax für einfache und gerasterte Tabellen, Definitionslisten, automatische Referenzen für Beispiele, Sprungmarken für Überschriften, automatische Titelseiten, durchgestrichenen Text, Hoch- und Tiefstellung, Mathematikmodus für alle Ausgabeformate, eingebettetes TeX, Bildunterschriften, Fußnoten und Quellenangaben mit Bibliographie nach CSL.
Stack Overflow Flavored Markdown
wird auf Stack Overflow verwendet und erweitert die Syntax um Tags, Spoilers und Syntax-Highlighting für Code. Es existiert eine Open-Source-Implementierung namens MarkdownSharp.
Markdeep
wandelt Markdowndokumente in HTML-Seiten um. Unterstützt die Markdown-Syntax und bindet über Erweiterungen Diagramme, Kalender, mathematische Formeln (LaTeX) und externe Markdeep-Dokumente ein. Stellt mathematische Ausdrücke mittels MathJax dar, wandelt ASCII-Art-Diagramme zu SVG-Grafiken um und generiert ein Inhaltsverzeichnis. Um Markdeep zu verwenden, muss die Dateiendung des Markdown-Dokuments zu .md.html geändert sowie am Ende des Dokuments eine JavaScript-Datei eingebunden werden.
LiaScript
wurde entwickelt, um interaktive Lehrinhalte zu erstellen. Neben Animationen, automatischer Sprachausgabe, mathematischen Formeln (mithilfe von KaTeX), ASCII-Art-Diagrammen, existiert auch die Möglichkeit, verschiedene Quizze und Umfragen durch eine erweiterte Markdown-Syntax zu definieren. JavaScript wird nativ unterstützt und kann mit verschiedenen Elementen verknüpft werden, dadurch lassen sich Code-Fragmente auch ausführbar und editierbar gestalten.